# Demolition World Tour
Demolition World Tour —en español: Gira mundial demolición— es la vigésima gira mundial de conciertos de la banda británica de heavy metal Judas Priest, en promoción al álbum Demolition de 2001. Se inició el 8 de junio de 2001 en el recinto Konzertfabrik Z7 de Pratteln en Suiza y culminó el 25 de agosto de 2002 en el House of Blues de Chicago en los Estados Unidos. Ésta extensa serie de conciertos les permitió tocar por primera vez en Australia, Argentina, Grecia y Hungría.

## Antecedentes
Se inició en junio en Europa llevándolos hasta el mes de julio a tocar en varios países sobre todo en Alemania, Reino Unido y España, e incluso les permitió tocar por primera vez en los festivales Gods of Metal de Italia y Graspop Metal Meeting de Bélgica. En septiembre de 2001 tocaron por segunda vez en México y Brasil y dieron su primer concierto en Argentina en el Estadio Obras Sanitarias. El 11 de septiembre de 2001 iniciarían su primera parte por los Estados Unidos con Anthrax y Iced Earth como teloneros, pero tuvo que ser cancelada por el atentado a las Torres Gemelas. En el último trimestre retomaron las presentaciones con la segunda visita a Europa, con la primera gira por Australia y terminaron en Japón a mediados de diciembre.
En enero de 2002 dieron su primera serie de conciertos por los Estados Unidos, las que habían canceladas en septiembre de 2001. Dos meses más tarde iniciaron su tercera visita a Europa, donde les permitió tocar por primera vez en Budapest, Hungría. Tras el éxito de los conciertos por los Estados Unidos en julio volvieron al mencionado país, cuya gira terminó el 25 de agosto en Chicago siendo la última presentación con el vocalista Tim Owens.
A lo largo de la extensa gira contaron con varios artistas como invitados. Durante la primera parte por Europa tuvieron a Savatage como telonero, mientras que durante la primera vista a Estados Unidos en 2002 contaron con Anthrax como banda de soporte. Por su parte y durante la tercera visita a Europa, la banda alemana Squealer les abría el show.

## Lista de canciones
Al igual que otras giras de la banda incluían o sacaban algunas canciones del listado, dependiendo del país o ciudad donde tocaban. Sin embargo tocaron generalmente dos setlist, uno durante 2001 y otro en el 2002. A continuación los listados de canciones que interpretaron el 11 de diciembre de 2001 en Tokio y el dado el 2 de agosto de 2002 en San Antonio.
1. «Metal Gods»
2. «Heading Out to the Highway»
3. «Grinder»
4. «A Touch of Evil»
5. «Blood Stained»
6. «Victim of Changes»
7. «One on One»
8. «The Ripper»
9. «Diamonds & Rust»
10. «Machine Man»
11. «The Green Manalishi (With the Two Pronged Crown)»
12. «Beyond the Realms of Death»
13. «Burn in Hell»
14. «Hell is Home»
15. «Breaking the Law»
16. «You've Got Another Thing Comin'»
17. «Painkiller»
18. «The Hellion/Electric Eye»
19. «United»
20. «Living After Midnight»
21. «Hell Bent for Leather»

- Sunken Gardens Theater, San Antonio

1. «Bloodsuckers»
2. «Metal Gods»
3. «The Sentinel»
4. «Blood Stained»
5. «One on One»
6. «Victim of Changes»
7. «Devil's Child»
8. «Diamonds & Rust»
9. «Exciter»
10. «Hell is Home»
11. «Breaking the Law»
12. «Turbo Lover»
13. «You've Got Another Thing Comin'»
14. «The Hellion/Electric Eye»
15. «Living After Midnight»
16. «Painkiller»

## Fechas

### Fechas de 2001
| Fecha            | País         | Ciudad           | Recinto                             | Notas                   |
| Europa           | Europa       | Europa           | Europa                              | Europa                  |
| ---------------- | ------------ | ---------------- | ----------------------------------- | ----------------------- |
| 8 de junio       | Suiza        | Pratteln         | Konzerfabrik Z7                     |                         |
| 9 de junio       | Italia       | Milán            | Gods of Metal                       |                         |
| 13 de junio      | Escocia      | Glasgow          | Barrowlands                         | teloneados por Savatage |
| 14 de junio      | Inglaterra   | Mánchester       | Manchester Apollo                   | teloneados por Savatage |
| 15 de junio      | Inglaterra   | Londres          | Astoria Theatre                     | teloneados por Savatage |
| 17 de junio      | Inglaterra   | Birmingham       | Birmingham Academy                  | teloneados por Savatage |
| 18 de junio      | Inglaterra   | Portsmouth       | Guildhall                           | teloneados por Savatage |
| 21 de junio      | Alemania     | Múnich           | Colosseum                           | teloneados por Savatage |
| 23 de junio      | Bélgica      | Dessel           | Graspop Metal Meeting               |                         |
| 24 de junio      | Alemania     | Leipzig          | Full Force Festival                 |                         |
| 25 de junio      | Alemania     | Colonia          | E-Werk                              | teloneados por Savatage |
| 26 de junio      | Alemania     | Hamburgo         | Docks                               | teloneados por Savatage |
| 28 de junio      | Alemania     | Gelsenkirchen    | Gelsenkirchen Amphitheater          | teloneados por Savatage |
| 29 de junio      | Alemania     | Balingen         | Bang Your Head Festival             |                         |
| 1 de julio       | Grecia       | Atenas           | Rockwave Festival, Estadio Olímpico |                         |
| 4 de julio       | España       | Vitoria          | Pabellón de Mendizorroza            | teloneados por Savatage |
| 5 de julio       | España       | Leganés          | La Cubierta                         | teloneados por Savatage |
| 6 de julio       | España       | Murcia           | Alcazeraes                          | teloneados por Savatage |
| 7 de julio       | España       | Cádiz            | San Felipie Neri                    | teloneados por Savatage |
| 9 de julio       | España       | Valladolid       | Auditorio feria de muestras         | teloneados por Savatage |
| 10 de julio      | España       | Barcelona        | El Valle de Hebrón                  | teloneados por Savatage |
| Latinoamérica    |              |                  |                                     |                         |
| 1 de septiembre  | Argentina    | Buenos Aires     | Estadio Obras Sanitarias            |                         |
| 4 de septiembre  | Brasil       | Porto Alegre     | Bar Opinião                         |                         |
| 5 de septiembre  | Brasil       | Río de Janeiro   | ATL Hall                            |                         |
| 6 de septiembre  | Brasil       | São Paulo        | Credicard Hall                      |                         |
| 7 de septiembre  | Brasil       | São Paulo        | Credicard Hall                      | teloneados por Andralls |
| 10 de septiembre | México       | Ciudad de México | Teatro Metropólitan                 |                         |
| Europa II        |              |                  |                                     |                         |
| 31 de octubre    | Países Bajos | Tilburgo         | Poppodium 013                       |                         |
| 1 de noviembre   | Bélgica      | Amberes          | Hof Ter Lo                          |                         |
| 3 de noviembre   | Suecia       | Malmö            | Kulturbogalet                       |                         |
| 4 de noviembre   | Dinamarca    | Copenhague       | Amager Bio                          |                         |
| 5 de noviembre   | Noruega      | Oslo             | Rockefeller Music Hall              |                         |
| 6 de noviembre   | Dinamarca    | Aarhus           | Train                               |                         |
| 8 de noviembre   | Suecia       | Gotemburgo       | Kåren                               |                         |
| 9 de noviembre   | Suecia       | Norrköping       | Värmekyrkan                         |                         |
| 10 de noviembre  | Suecia       | Estocolmo        | Münchenbryggeriet                   |                         |
| 11 de noviembre  | Suecia       | Ronneby          | Club Ron                            |                         |
| 13 de noviembre  | Finlandia    | Helsinki         | Kultuuritalo                        |                         |
| 15 de noviembre  | Suecia       | Gävle            | Estraden                            |                         |
| 16 de noviembre  | Suecia       | Jönköping        | Kulturhuset                         |                         |
| 18 de noviembre  | Alemania     | Bochum           | Zeche                               |                         |
| Oceanía          |              |                  |                                     |                         |
| 30 de noviembre  | Australia    | Melbourne        | The Palace                          |                         |
| 2 de diciembre   | Australia    | Adelaida         | Thebarton Theatre                   |                         |
| 3 de diciembre   | Australia    | Melbourne        | The Palace                          |                         |
| 5 de diciembre   | Australia    | Sídney           | Enmore Theatre                      |                         |
| 7 de diciembre   | Australia    | Brisbane         | The Arena                           |                         |
| Asia             |              |                  |                                     |                         |
| 10 de diciembre  | Japón        | Tokio            | Nakano Sun Plaza                    |                         |
| 11 de diciembre  | Japón        | Tokio            | Nakano Sun Plaza                    |                         |
| 12 de diciembre  | Japón        | Osaka            | Koseinenkin Kaikan                  |                         |
| 14 de diciembre  | Japón        | Nagoya           | Diamond Hall                        |                         |
| 15 de diciembre  | Japón        | Fukuoka          | Zepp Fukuoka                        |                         |
| Europa III       |              |                  |                                     |                         |
| 19 de diciembre  | Inglaterra   | Londres          | Brixton Academy                     | teloneados por Saxon    |

### Fechas de 2002
| Fecha           | País            | Ciudad           | Recinto                       | Notas                              |
| Norteamérica    | Norteamérica    | Norteamérica     | Norteamérica                  | Norteamérica                       |
| --------------- | --------------- | ---------------- | ----------------------------- | ---------------------------------- |
| 17 de enero     | Estados Unidos  | Las Vegas        | House of Blues                | teloneados por Anthrax             |
| 18 de enero     | Estados Unidos  | University City  | Universal Amphitheatre        | teloneados por Anthrax             |
| 19 de enero     | Estados Unidos  | San Francisco    | The Warfield                  | teloneados por Anthrax             |
| 20 de enero     | Estados Unidos  | Anaheim          | House of Blues                | teloneados por Anthrax             |
| 23 de enero     | Estados Unidos  | Denver           | Teatro Paramount              | teloneados por Anthrax             |
| 25 de enero     | Estados Unidos  | Dallas           | Deep Ellum Live               | teloneados por Anthrax             |
| 27 de enero     | Estados Unidos  | Houston          | Aerial Theater                | teloneados por Anthrax             |
| 2 de febrero    | Estados Unidos  | San Petersburgo  | Jannus Landing                | teloneados por Anthrax             |
| 3 de febrero    | Estados Unidos  | Lake Buena Vista | House of Blues                | teloneados por Anthrax             |
| 4 de febrero    | Estados Unidos  | Atlanta          | Dekalb Atlanta Center         | teloneados por Anthrax             |
| 6 de febrero    | Estados Unidos  | Fort Wayne       | Piere's Entertainment Center  | teloneados por Anthrax             |
| 7 de febrero    | Estados Unidos  | Chicago          | Riviera Theatre               | teloneados por Anthrax             |
| 9 de febrero    | Estados Unidos  | Cleveland        | The Agora Ballroom            | teloneados por Anthrax             |
| 10 de febrero   | Estados Unidos  | Columbus         | Newport Music Hall            | teloneados por Anthrax             |
| 12 de febrero   | Canadá          | Toronto          | The Docks                     | teloneados por Anthrax             |
| 14 de febrero   | Estados Unidos  | Boston           | Orpheum Theatre               | teloneados por Anthrax             |
| 15 de febrero   | Estados Unidos  | Nueva York       | Roseland Ballroom             | teloneados por Anthrax             |
| 16 de febrero   | Estados Unidos  | Filadelfia       | Electric Factory              | teloneados por Anthrax             |
| 17 de febrero   | Estados Unidos  | Washington D. C. | Nation                        | teloneados por Anthrax             |
| 19 de febrero   | Estados Unidos  | Auburn Hills     | The Palace                    | teloneados por Anthrax             |
| Europa IV       |                 |                  |                               |                                    |
| 13 de marzo     | Francia         | París            | Élysée Montmartre             | teloneados por Squealer            |
| 14 de marzo     | Alemania        | Oberhausen       | Turbinehalle                  | teloneados por Squealer            |
| 15 de marzo     | Alemania        | Berlín           | Columbihalle                  | teloneados por Squealer            |
| 16 de marzo     | Alemania        | Osnabrück        | Hyde Park                     | teloneados por Squealer            |
| 17 de marzo     | Polonia         | Katowice         | Spodek                        | teloneados por Squealer            |
| 19 de marzo     | República Checa | Praga            | Paegas Arena                  | teloneados por Squealer            |
| 20 de marzo     | Alemania        | Hanover          | Capitol                       | teloneados por Squealer            |
| 22 de marzo     | Alemania        | Dresde           | Alter Schlachthof             | teloneados por Squealer            |
| 23 de marzo     | Alemania        | Filderstadt      | Filharmonie                   | teloneados por Squealer            |
| 25 de marzo     | Alemania        | Neu-Isenburg     | Hugenottenhalle               | teloneados por Squealer            |
| 27 de marzo     | Suiza           | Zúrich           | Volkhaus                      | teloneados por Hang Loose          |
| 29 de marzo     | Austria         | Viena            | Pepsi Music Hall              | teloneados por Squealer            |
| 30 de marzo     | Hungría         | Budapest         | SAP Rendezvénycsarnok         | teloneados por Squealer y Kalapács |
| 1 de abril      | Austria         | Graz             | Orpheum                       | teloneados por Squealer            |
| 2 de abril      | Austria         | Wörgl            | Komma                         | teloneados por Squealer            |
| 5 de abril      | España          | Valencia         | Republicca I                  | teloneados por Squealer            |
| 6 de abril      | España          | Madrid           | Sala Aqualung                 | teloneados por Squealer            |
| 7 de abril      | España          | Pamplona         | Polideportivo Anaitasuna      | teloneados por Squealer            |
| Norteamérica II |                 |                  |                               |                                    |
| 6 de julio      | Estados Unidos  | Akron            | Rib & Music Festival          |                                    |
| 7 de julio      | Estados Unidos  | Milwaukee        | Summerfest                    |                                    |
| 9 de julio      | Estados Unidos  | San Luis         | The Pageant                   |                                    |
| 11 de julio     | Estados Unidos  | Clear Lake       | The Surf Ballroom             |                                    |
| 12 de julio     | Estados Unidos  | Fargo            | Playmaker's Ballroom          |                                    |
| 13 de julio     | Canadá          | Craven           | Kinsmen Rock The Valley       |                                    |
| 14 de julio     | Estados Unidos  | Minneapolis      | Quest Club                    |                                    |
| 16 de julio     | Estados Unidos  | Pittsburgh       | Metropol                      |                                    |
| 17 de julio     | Estados Unidos  | Worcester        | The Palladium                 |                                    |
| 19 de julio     | Estados Unidos  | Asbury Park      | Convention Hall               |                                    |
| 20 de julio     | Estados Unidos  | Hampton Beach    | Hampton Beach Casino Ballroom |                                    |
| 21 de julio     | Estados Unidos  | Farmingville     | Brookhaven Amphitheatre       |                                    |
| 22 de julio     | Estados Unidos  | Poughkeepsie     | The Chance                    |                                    |
| 24 de julio     | Estados Unidos  | Glen Allen       | Insbrook Pavilion             |                                    |
| 25 de julio     | Estados Unidos  | Baltimore        | The Recher Theatre            |                                    |
| 26 de julio     | Estados Unidos  | Filadelfia       | Electric Factory              |                                    |
| 27 de julio     | Estados Unidos  | Clifton Park     | Northern Lights               |                                    |
| 29 de julio     | Estados Unidos  | Hartford         | Webster Theater               |                                    |
| 31 de julio     | Estados Unidos  | Slidell          | The Asylum                    |                                    |
| 1 de agosto     | Estados Unidos  | Houston          | Verizon Wireless Theater      | teloneados por Lillian Axe         |
| 2 de agosto     | Estados Unidos  | San Antonio      | Sunken Gardens Theater        | teloneados por Budgie              |
| 3 de agosto     | Estados Unidos  | Dallas           | Canyon Club                   |                                    |
| 4 de agosto     | Estados Unidos  | Lubbock          | The Pavilion                  |                                    |
| 6 de agosto     | Estados Unidos  | El Paso          | Far West Entertainment        |                                    |
| 8 de agosto     | Estados Unidos  | Las Vegas        | House of Blues                | teloneados por Burn                |
| 9 de agosto     | Estados Unidos  | Los Ángeles      | House of Blues                |                                    |
| 10 de agosto    | Estados Unidos  | Anaheim          | House of Blues                |                                    |
| 11 de agosto    | Estados Unidos  | Scottsdale       | Cajun House                   |                                    |
| 13 de agosto    | Estados Unidos  | Santa Fe         | Camel Rock Casino             | teloneados por PH8                 |
| 14 de agosto    | Estados Unidos  | Denver           | Ogden Theatre                 |                                    |
| 16 de agosto    | Estados Unidos  | Billings         | The Shrine Auditorium         |                                    |
| 17 de agosto    | Estados Unidos  | Beulah           | Party in the Pasture          |                                    |
| 19 de agosto    | Estados Unidos  | Boise            | Big Easy Concert House        |                                    |
| 20 de agosto    | Estados Unidos  | Portland         | Roseland Theater              | teloneados por Point Defiance      |
| 21 de agosto    | Estados Unidos  | San Francisco    | The Fillmore                  |                                    |
| 24 de agosto    | Estados Unidos  | Detroit          | Royal Oak Music Theatre       |                                    |
| 25 de agosto    | Estados Unidos  | Chicago          | House of Blues                |                                    |

## Músicos
- Tim Owens: voz
- K.K. Downing: guitarra eléctrica
- Glenn Tipton: guitarra eléctrica
- Ian Hill: bajo
- Scott Travis: batería